# Mieczysław Gębarowicz

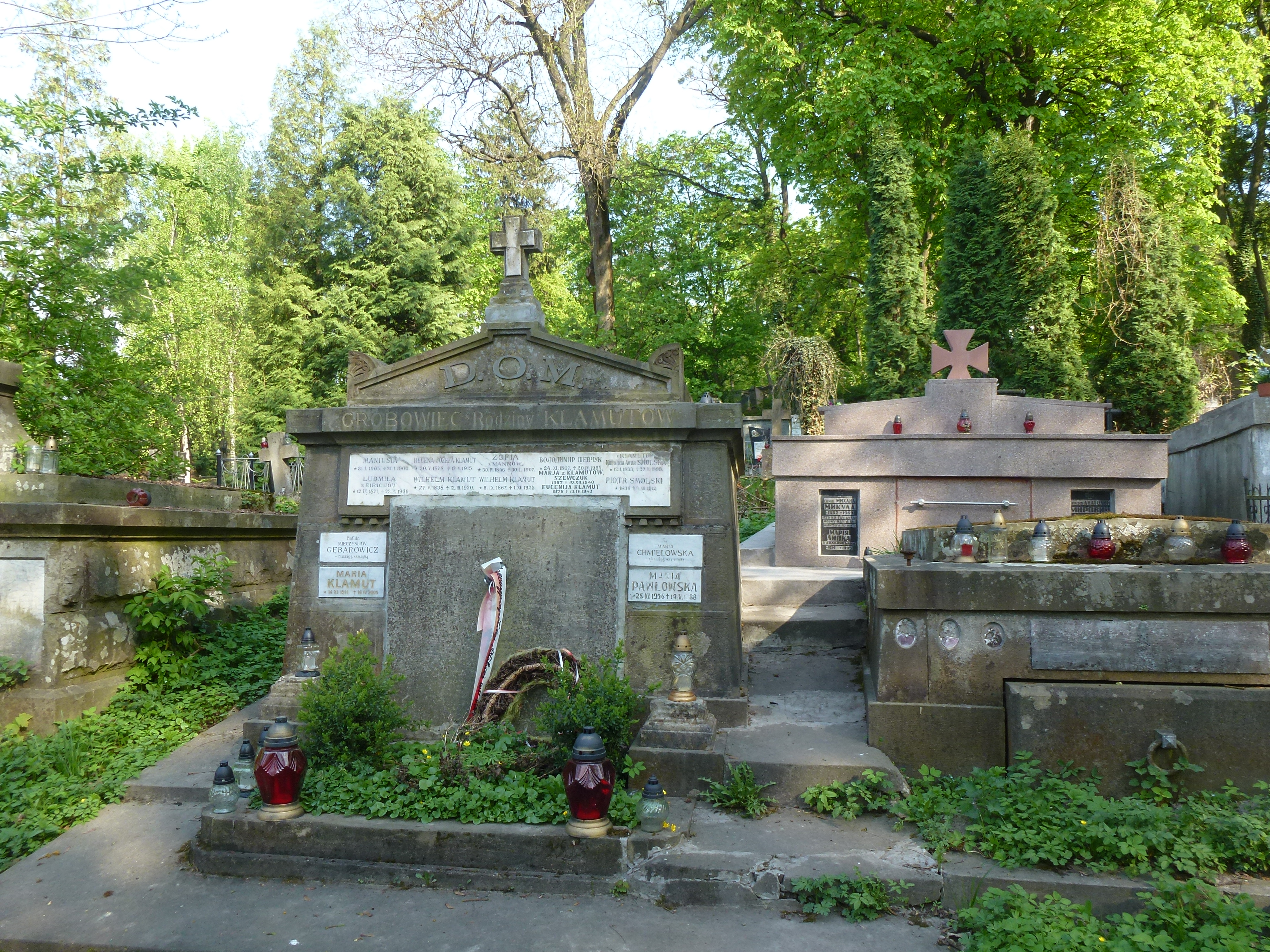
Lwów-cmentarz Łyczakowski - Grobowiec, w którym został pochowany prof. Mieczysław Gębarowicz

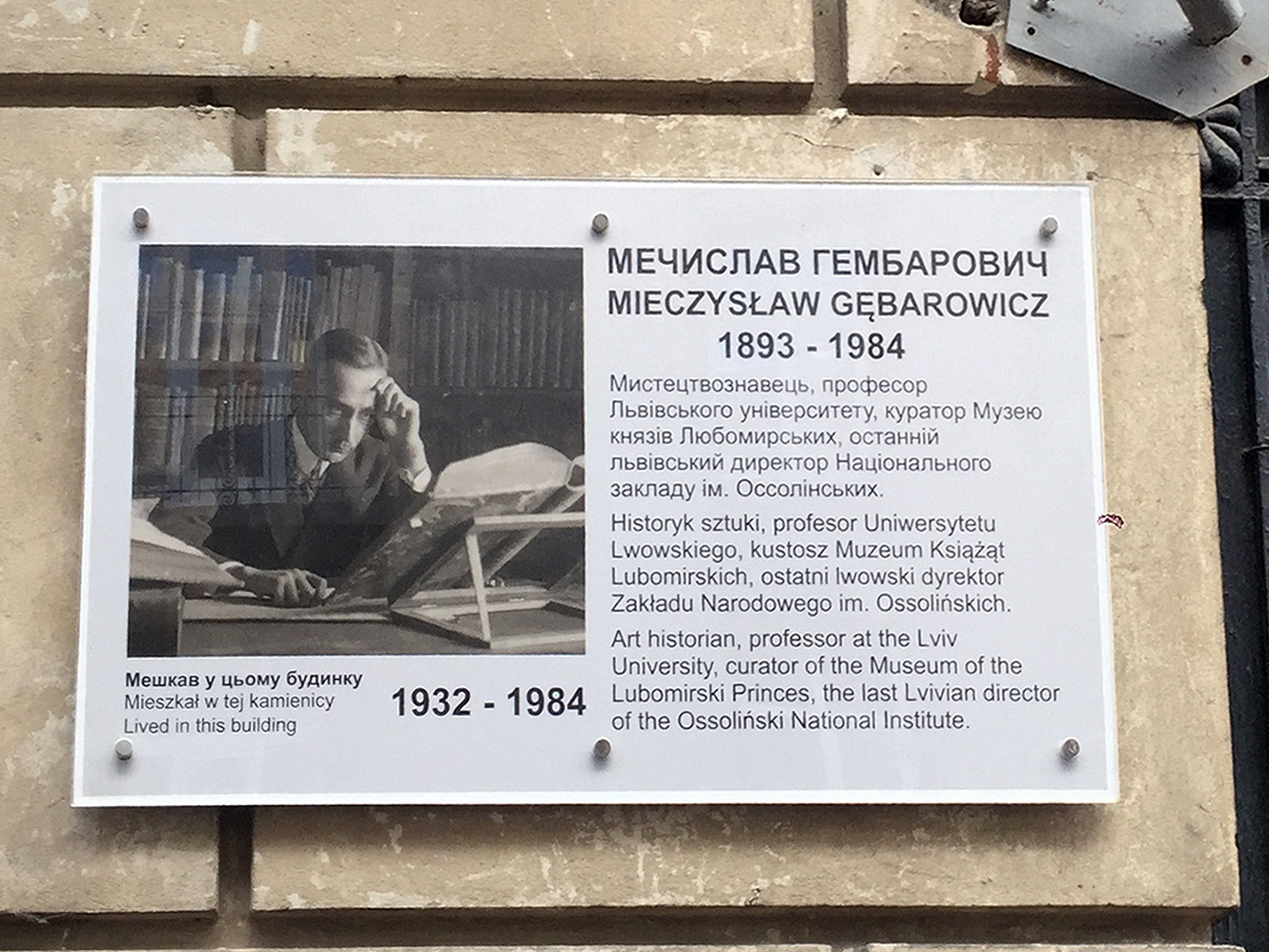
Tablica pamiątkowa na ścianie kamienicy przy ul. Senatorskiej 9 we Lwowie, w której przez ponad 50 lat mieszkał prof. Mieczysław Gębarowicz

Mieczysław Jan Gębarowicz (ur. 17 grudnia 1893 w Jarosławiu, zm. 2 września 1984 we Lwowie) – polski uczony i humanista, profesor historii sztuki.

## Życiorys
Urodził się 17 grudnia 1893 w Jarosławiu, w rodzinie Teofila, inżyniera, i Bronisławy ze Smolków. Ojciec przez pewien czas pracował jako zastępca naczelnika stacji kolejowej Stanisławów III, później jako naczelnik stacji kolejowej w Buczaczu, był członkiem Polskiego Towarzystwa Gimnastycznego „Sokół”. Mieczysław wraz z rodzicami mieszkał w Jarosławiu, Stanisławowie, później w Buczaczu i wreszcie we Lwowie. Korzeni jego patriotycznej postawy należy szukać w domu rodzinnym. Obaj bracia: Tadeusz (jego kolegą z klasy był Stanisław Czerny) i Stanisław zapisali się chlubnie w walkach o niepodległość. Także Mieczysław organizował drużynę skautową w Buczaczu, a po upadku monarchii austro-węgierskiej wstąpił do Wojska Polskiego i bronił Lwowa w 1918. W 1912 ukończył z wynikiem chlubnym C. K. Gimnazjum w Buczaczu. Był członkiem organizacji „Zet”, od 1911 „Zarzewia”. Studiował na Wydziale Filozoficznym Uniwersytetu Lwowskiego na dwóch kierunkach: historii powszechnej i historii sztuki. 
Studia te zostały przerwane na pewien czas przez wydarzenia I wojny światowej, gdy służył w szeregach armii austriackiej (1915–1918). U kresu wojny w listopadzie 1918 brał udział w obronie Lwowa w ramach wojny polsko-ukraińskiej.
Po odzyskaniu przez Polskę niepodległości od 1920 do 1922 był asystentem w Katedrze Historii Polski Uniwersytetu Jana Kazimierza. W 1921 został doktorem na UJK. W 1922 przeszedł do pracy w Zakładzie Narodowym im. Ossolińskich, gdzie od 1923 był kustoszem Muzeum Lubomirskich. Prowadził szerokie prace naukowe, brał udział w naukowo-dydaktycznych podróżach do Włoch, Francji, Belgii, Hiszpanii, Niemiec, Austrii i Czechosłowacji. W 1928 obronił rozprawę habilitacyjną na Wydziale Humanistycznym Uniwersytetu Jana Kazimierza we Lwowie, uzyskując stopień docenta historii sztuki. W październiku 1936 otrzymał tytuł profesora tytularnego na Wydziale Humanistycznym Uniwersytetu Jana Kazimierza we Lwowie. Od roku 1923 do 1938 wykładał również historię sztuki na Wydziale Architektonicznym Politechniki Lwowskiej. 
Po wybuchu II wojny światowej i nagłej śmierci w dniu 18 września 1939 dyrektora Ossolineum Ludwika Bernackiego był – obok Kazimierza Tyszkowskiego i Władysława Wisłockiego – jednym z trzech dyrektorów ZNiO. W grudniu 1939 roku nowym dyrektorem Ossolineum został polski komunista Jerzy Borejsza.
Po zajęciu Lwowa przez Niemców w 1941 roku i skrytobójczym zamordowaniu Władysława Wisłockiego, kierującego początkowo ZNiO, kurator Ossolineum połączonego z Biblioteką Baworowskich, książę Andrzej Lubomirski w tajemnicy mianował Mieczysława Gębarowicza dyrektorem zakładu. Przez okres aż do ponownego zajęcia Lwowa przez Rosjan w lipcu 1944 roku starał się zabezpieczyć i ochronić przed zniszczeniem zasoby Ossolineum. 
W 1944 roku pomagał wywieźć do Krakowa ok. 2,3 tys. rękopisów, wśród nich autografy dzieł Słowackiego, Fredry, Reymonta, Sienkiewicza i Mickiewicza (w tym „Pan Tadeusz”), 2,4 tys. polskich rysunków i rycin oraz kilkaset numizmatów, które staną się podstawą kolekcji wrocławskiego Ossolineum. Mieczysław Gębarowicz w 1944 roku pozostał świadomie we Lwowie. W 1946 roku został zastępcą kierownika Katedry Teorii i Historii Sztuki Uniwersytetu im. Franki. Dzięki jego staraniom w lipcu 1946 r. przyjechały do Wrocławia jako dar narodu radzieckiego dla narodu polskiego 7083 rękopisy, 35 565 starodruków i 107 397 druków z XIX i XX w., a w marcu 1947 roku ok. 67 tys. książek. Jego decyzja pozostania na straży pozostałych we Lwowie zbiorów Ossolineum wiąże się z dramatyczną decyzją narzucenia obywatelstwa radzieckiego i odrzucenia propozycji objęcia dyrekcji Muzeum Narodowego w Krakowie albo katedry historii sztuki na uniwersytetach w Toruniu i Wrocławiu. W lutym 1950 roku wraz z innymi starszymi pracownikami biblioteki jako element niepożądany został zwolniony z pracy. Pracował później jako zwykły bibliotekarz w różnych lwowskich instytucjach, zakwalifikowany jako młodszy pracownik naukowy. Do nowej Polski przyjechał po raz pierwszy w 1957 r. i odrzucił propozycję zostania dyrektorem Ossolineum we Wrocławiu. Dopiero w 1962 r. (w wieku 69 lat) uzyskał sowiecką nominację na starszego pracownika naukowego. W 1962 roku został wyrzucony na emeryturę w atmosferze nagonki z powodu wydania w PRL jego pracy naukowej o lwowskich dziełach sztuki pt: Studia nad dziejami kultury artystycznej późnego renesansu w Polsce. Dodatkową karą było pozbawienie dostępu do archiwów w macierzystej bibliotece. W 1970 r. otrzymał od PRL medal za zasługi dla rozwoju Ossolineum. W 1981 r. napisał na zamówienie Instytutu Historii PAN „Autobiografię”, która miała się znaleźć w tomie autobiografii najwybitniejszych polskich uczonych, i którą opublikował rok później katolicki „Znak”. Był autorem imponującej liczby kolejnych dzieł naukowych pisanych w nader skromnych warunkach materialnych, bez możliwości korzystania z zasobów bibliotecznych Ossolineum. Po śmierci uczonego zostały wydane dwie wybitne prace poświęcone sztuce Ukrainy i Lwowa: Najstarszy ikonostas cerkwi wołoskiej we Lwowie (Wrocław, 2016) oraz Mater Misericordia – Pokrow – Pokrowa w sztuce i legendzie środkowo-wschodniej Europy (Wrocław, 1986). 
Zmarł we Lwowie 2 września 1984 i został pochowany na Cmentarzu Łyczakowskim w grobowcu rodziny Klamutów. O jego szczególnej pozycji świadczyć może przydomek „Papieża Polonii lwowskiej”. Jego imieniem nazwano aulę Zakładu Narodowego im. Ossolińskich we Wrocławiu.

## Ordery i odznaczenia
- Medal Niepodległości (16 września 1931)[12]
- Srebrny Krzyż Zasługi (25 maja 1928)[13][3]